# Karl Attenhofer (Jurist)
Karl Attenhofer (* 28. Februar 1836 in Sursee; † 10. Oktober 1906 in Lausanne, katholisch, heimatberechtigt in Sursee) war ein Schweizer Jurist und Bundesrichter.

## Leben
Karl Attenhofer kam am 28. Februar 1836 in Sursee als Sohn des Arztes Karl Attenhofer senior und der Anna Maria geborene Beck zur Welt. Er belegte ein Studium der Rechte an den Universitäten München und Heidelberg, das er mit dem Erwerb des akademischen Grades eines Dr. iur. abschloss.
In der Folge leitete Attenhofer eine Anwaltskanzlei in Sursee, bevor er im Jahr 1871 in das Obergericht des Kantons Luzern, als dessen Präsident er von 1883 bis 1893 amtierte. Im Anschluss daran war er von 1893 bis 1906 als Bundesrichter eingesetzt; ihm folgte Vincent Gottofrey als Bundesrichter. Er gehörte dem konservativen Führungskreis an, der den Machtwechsel 1871 auf Kantonsebene vorbereitete.
Karl Attenhofer, der mit Carolina Maria geborene Walther verheiratet war, verstarb am 10. Oktober 1906 wenige Monate vor Vollendung seines 71. Lebensjahres in Lausanne.